# Code civil louisianais
Lire en ligne

https://lcco.law.lsu.edu

Digest
Le Code civil louisianais ou Code civil de 1825 est rédigé en texte bilingue anglais-français et promulgué le 12 avril 1824 dans l'État de Louisiane aux États-Unis avant d'être remplacé par le Code de 1870 rédigé uniquement en anglais. Le Code, après deux modifications en 1960 et 1992, reste en vigueur.

## Historique
En 1712, la Louisiane est une colonie française et la Coutume de Paris ainsi que les ordonnances royales y sont appliquées. Le traité de Fontainebleau fait passer la Louisiane sous domination espagnole, le droit castillan — en particulier la Nueva Recopilación de Castilla, la Recopilación de las Indias et les Siete Partidas — est alors d'application. La Louisiane est rétrocédée à la France par le traité de San Idelfonsono le 1er octobre 1800 – bien qu'elle ne passe pas sous giron français avant le 30 novembre 1803 – avant d'être revendue par Napoléon Bonaparte le 20 décembre 1803 aux États-Unis, pays de common law.
Le territoire de la Nouvelle-Orléans devient l'État de Louisiane. Le premier code louisianais est le Digeste de la loi civile, promulgué le 31 mars 1808 et rédigé par les avocats James Brown, Louis Moreau-Lislet et Edward Livingston. Moreau-Lislet, rédacteur principal, était originaire du Saint-Domingue (futur Haïti) et diplômé en droit à Paris avant la révolution de 1789. La structure du Digeste est calquée sur celle du Code Napoléon mais s'inspire aussi de son projet de 1800 (Projet de l'an VIII). Son contenu est un mélange majoritairement de droit français et minoritairement de droit espagnol. Par exemple, le régime légal français de la communauté de meubles et acquêts est supprimé en faveur de la communauté réduite aux acquêts espagnole ; toutefois, le Digeste suit le Code Napoléon en retenant les régimes conventionnels des communautés universelle et limitée.
En 1817 la Cour suprême de Louisiane (ancien Conseil supérieur avant 1812), composée de Pierre Augustin Bourguignon d'Herbigny, George Mathews (président) et François-Xavier Martin, conclut que les textes légaux en vigueur avant la promulgation du Digeste et qui n'y étaient pas contraires n'avaient pas été abrogées lors de son adoption et sont ainsi restées applicables. Cela provoque une intervention législative. Le Digeste est donc remplacé en 1825 par le Code civil, plus complet et qui abroge formellement le droit espagnol antérieur.
Le Code civil est modifié en 1870 à la suite de l'abolition de l'esclavage et pour la première fois, le texte est publié uniquement en anglais. Deux autres importantes révisions ont eu lieu en 1960 et le 1er janvier 1992, date à partir de laquelle la réserve ne s'applique plus qu'aux héritiers mineurs et un quatrième livre traitant du droit international privé est ajouté.

## Contenu
Le Code civil louisianais est de tradition française. Ainsi, le droit des biens, des régimes matrimoniaux, de la preuve, etc. est identique à ce que l'on voit en France. On y trouve des curiosités comme l'antichrèse, la dation en paiement, l'acte authentique, même le notariat libéral qui n'ont rien de pareil dans la zone avoisinante de droit anglo-américain.  Cependant, la common law, surtout à travers les lois et la jurisprudence fédérales, a réussi à pénétrer par des modifications successives à tel point que le droit de la vente ressemble aujourd'hui davantage au droit américain qu'au droit français.

## Rédaction et influence
La loi du 24 mars 1822 charge le juge d'Herbigny et les avocats Moreau-Lislet et Livingston de rédiger un code civil complet. Le Code civil, promulgué le 12 avril 1824 et comportant 3 522 articles, a en partie inspiré Andrés Bello — rédacteur du Code civil chilien (1855) — qui a lui-même été recopié intégralement par l'Équateur, le Salvador et le Honduras. Les trois rédacteurs se sont aussi inspirés librement des ouvrages des jurisconsultes français Jean Domat, Robert-Joseph Pothier et Charles Bonaventure Marie Toullier.

## Pour aller plus loin
- Diana Bajada, The impact of French tort law on mixed jurisdictions : Quebec, Louisiana and Malta compared, Sarrebruck, Lambert Academic Publishing, 2011.
- John W. Cairns, Codification, transplants and history : law reform in Louisiana (1808) and Quebec (1866), Clark (NJ), Talbot Publishing, 2015.
- Vernon V. Palmer, Through the codes darkly : Slave law and civil law in Louisiana, Clark (NJ), Lawbook Exchange, 2012.
- Vernon V. Palmer, The lost translators of 1808 and the birth of civil law in Louisiana, Athens (GA), The University of Georgia Press, 2021.